# Округ Симпсон (Мисисипи)
Симпсон (енгл. Simpson County) је округ у америчкој савезној држави Мисисипи.

## Демографија
По попису из 2010. године број становника је 27.503, што је 136 (-0,5%) становника мање него 2000. године.
| Група             | 2000.          | 2010.          |
| Белци             | 17.686 (64,0%) | 17.131 (62,3%) |
| Афроамериканци    | 9.484 (34,3%)  | 9.666 (35,1%)  |
| Азијати           | 40 (0,1%)      | 78 (0,3%)      |
| Хиспаноамериканци | 318 (1,2%)     | 387 (1,4%)     |
| Укупно            | 27.639         | 27.503         |